# Zodiac Killer
Zodiac Killer (engleză)  sau Ucigașul Zodiac este numele sub care este cunoscut un criminal în serie rămas neidentificat, ale cărui crime au fost comise în zona orașelor Bencia, Vallejo, Lake Berryessa și San Francisco între decembrie 1968 și octombrie 1969.
Zodiacul și-a originat numele într-o serie de scrisori și felicitări batjocoritoare pe care le-a trimis prin poștă ziarelor regionale, amenințând cu ucideri și bombardamente dacă nu erau tipărite. Unele dintre scrisori includeau criptograme, sau cifre, în care ucigașul pretindea că își aduna victimele ca sclavi pentru viața de apoi, amenința cu mai multe crime și declara că intenționează să arunce în aer un autobuz școlar. Din cele patru cifruri pe care le-a produs, două rămân nerezolvate, iar unuia a durat 51 de ani să se spargă. 
Deși au fost sugerate multe teorii cu privire la identitatea ucigașului, singurele autorități suspecte numite vreodată public a fost Arthur Leigh Allen, un fost profesor de școală elementară și infractor sexual condamnat, care a murit în 1992. Deși a fost considerat principalul suspect timp de mai mulți ani, investigația nu a reușit să adune suficiente dovezi pentru a-i demonstra implicarea în crimele Zodiacului. Allen a încetat din viață în 1992, fără a fi fost pus sub acuzare oficial pentru aceste infracțiuni. Vinovăția sa a rămas subiectul unor dezbateri și speculații, iar mulți cercetători și pasionați de cazul Zodiacului încă îl consideră un suspect credibil.

## Victime

### Victime dovedite

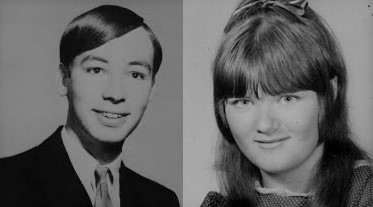
David Arthur Faraday și Betty Lou Jensen

Conform declarațiilor făcute de Zodiac, acesta a pretins că ar fi comis 37 de crime, însă oficialii forțelor de ordine au confirmat doar șapte dintre acestea, dintre care două victime au supraviețuit. Aceste crime includ:
- David Arthur Faraday, în vârstă de 17 ani, și Betty Lou Jensen, în vârstă de 16 ani, au fost împușcați mortal în timpul primei lor întâlniri, în decembrie 1968. Cei doi se aflau într-o mașină, într-o parcare din apropierea unui lac, când au fost forțați să coboare și apoi împușcați de către agresor.

- Pe 4 iulie 1969, Mike Mageau, în vârstă de 17 ani, și Darlene Elizabeth Ferrin, în vârstă de 22 de ani, au fost împușcați cu o armă de foc în parcul Blue Rock Springs din Vallejo, California. Ferrin a decedat, iar Mageau a supraviețuit rănilor.

- La 27 septembrie 1969, Bryan Calvin Hartnell, în vârstă de 20 de ani, și Cecelia Ann Shepard, în vârstă de 22 de ani, au fost atacați de Zodiac pe malul lacului Berryessa. Shepard a murit din cauza rănilor și a pierderii sângelui, în timp ce Hartnell a fost înjunghiat de opt ori în spate, dar a reușit să supraviețuiască.

- Paul Lee Stine, în vârstă de 29 de ani, a fost împușcat mortal de Zodiac în San Francisco, la 11 octombrie 1969.

### Victime posibile
În afara celor șapte crime confirmate de autorități, există și alte cazuri în care se presupune că Zodiac ar fi putut fi implicat. Printre acestea se numără:
- Robert Domingos, în vârstă de 18 ani, și Linda Edwards, în vârstă de 17 ani, care au fost împușcați mortal la 5 iunie 1963 pe o plajă de lângă Lompoc, California.  Anumite detalii ale modului de operare sugerează că ar putea fi vorba de o crimă comisă de Zodiac, în special asemănările cu crimele din 1969 de la Lacul Berryessa.

- Cheri Jo Bates, în vârstă de 18 ani, a fost găsită moartă pe terenul Colegiului Riverside la 30 octombrie 1966, în urma unor răni de cuțit. Jurnalistul Paul Avery a primit informații care sugerează că Zodiac ar fi putut fi responsabil pentru această crimă.

- Donna Lass, în vârstă de 25 de ani, a dispărut pe 6 septembrie 1970, în timp ce locuia în Stateline, Nevada. În martie 1971, San Francisco Chronicle a primit o carte poștală care sugerează că Zodiac ar fi implicat în dispariția ei, dar nu s-au găsit suficiente dovezi pentru a susține această teorie.

Există și un caz în care se crede că o victimă a reușit să scape de Zodiac: 
- Kathleen Jones, în vârstă de 23 de ani, care a fost răpită împreună cu fiica ei de 10 luni pe autostrada Highway 132, la vest de Modesto, California, la 22 martie 1970. Jones a reușit să scape din mașina agresorului la aproximativ trei ore după răpire.

## Cronologia evenimentelor

### Asasinarea lui Jensen și Faraday
La data de 20 decembrie 1968, David Faraday și Betty Lou Jensen, doi studenți care aveau prima lor întâlnire, au decis să meargă cu mașina la Lacul Herman, după ce inițial plănuiseră să participe la un concert de Crăciun. După ce au luat cina la un restaurant local, au parcat Rambler-ul într-o parcare cunoscută sub numele de „locul de întâlnire”. În jurul orei 23:00, localnicii au descoperit cadavrele lor. Ancheta deschisă de biroul șerifului din comitatul Solano s-a împotmolit din cauza lipsei de dovezi și martori.
Se presupune că evenimentele s-au desfășurat astfel: o altă mașină a fost parcată în spatele Rambler-ului în care se aflau Faraday și Jensen, iar ucigașul a coborât din mașina sa și le-a cerut celor doi să iasă din mașină. Jensen a ieșit prima, urmată de Faraday. În acel moment, criminalul a tras un foc de armă în capul lui Faraday, iar apoi a tras cinci focuri de armă în spatele lui Jensen când aceasta a încercat să fugă. După aceea, Zodiacul s-a urcat în mașina sa și a plecat.

### Atacul asupra lui Ferrin și Mageau
Pe data de 4 iulie 1969, Darlene Ferrin și Mike Mageau s-au oprit în parcul Blue Rock Springs, locul de parcare se afla la 6,4 km de locul în care au fost uciși Jensen și Faraday. La scurt timp după aceea, o altă mașină a oprit în spatele automobilului în care se aflau Ferrin și Mageau, dar a plecat imediat. La cinci-zece minute mai târziu, mașina s-a întors, ucigașul a coborât din mașină și s-a apropiat de mașina victimelor, apropiindu-se de aceasta din partea scaunului pasagerului unde stătea Mageau. Apoi, luminând cu o lanternă, a tras cinci focuri de armă asupra lui Mageau și Ferrin cu un pistol Luger de 9 mm. Ambele victime au fost rănite, dar au supraviețuit inițial. Ucigașul s-a întors la mașina sa, dar s-a apropiat din nou de victime și a tras încă două focuri de armă în fiecare înainte de a pleca de la locul faptei.
Pe 5 iulie 1969, la ora 00:40, la sediul poliției din Vallejo s-a primit un apel anonim. Bărbatul care a sunat a raportat o dublă omucidere și a revendicat responsabilitatea pentru crimă. În plus, apelantul anonim a declarat că „i-a ucis pe acei copii anul trecut”. Dispecera care a preluat apelul a avut impresia că ucigașul citea un text pregătit în prealabil. Ulterior, poliția a stabilit de unde a fost efectuat apelul: a fost făcut de la un telefon public de la o benzinărie situată la 500 de metri de casa lui Ferrin și la doar câteva străzi de departamentul de poliție din Vallejo.  Darlene Ferrin a murit în urma rănilor suferite, gloanțele trase de ucigaș l-au rănit pe Mageau în față, gât și piept, dar a supraviețuit.

### Primele scrisori ale Zodiacului
În data de 31 iulie 1969, trei publicații - Vallejo Times-Herald, San Francisco Chronicle și San Francisco Examiner - au primit scrisori de la criminal. Toate cele trei scrisori erau aproape identice și conțineau declarații în care autorul își asuma responsabilitatea pentru crimele comise. În plus, fiecare plic conținea o parte dintr-un mesaj criptat, care era format din 408 caractere în total. Potrivit autorului, criptograma conținea datele sale personale. Ucigașul a formulat o cerere: la data de 1 august, cele trei publicații ar fi trebuit să publice mesajul primit pe prima pagină. În caz contrar, infractorul a amenințat că va lua viața a 12 persoane în weekend-ul următor.
Pe 1 august 1969, San Francisco Chronicle a publicat a treia parte a criptogramei pe pagina patru. În plus, ziarul a inclus un articol în care Jack E. Stiltz, șeful departamentului de poliție din Vallejo, a declarat: „Nu suntem convinși că scrisoarea a fost trimisă de criminal”. Polițistul a cerut ca autorul scrisorii să furnizeze informații suplimentare care să indice că el este făptașul. Celelalte două părți ale criptogramei au fost publicate cel mai târziu pe 2 august. În cele din urmă, amenințarea de a comite mai multe crime nu s-a concretizat.
Pe 7 august 1969, San Francisco Examiner a primit o scrisoare care începea astfel: „Dragă redactor, vă vorbește Zodiac (...)” „Dear Editor This is the Zodiac speaking (...)”. Acesta a fost primul moment în care criminalul și-a atribuit acest pseudonim. Scrisoarea a fost un răspuns la solicitarea lui Stiltz de a furniza mai multe informații și conținea detalii nepublicate anterior cu privire la crimele lui Faraday, Jensen și Ferrin. În plus, autorul scrisorii a sugerat că poliția îl va putea prinde imediat ce va descifra cifrul criptogramei.
La 8 august 1969, doi locuitori din Salinas, California, profesorul Donald Garden și soția sa Betty, au reușit să descifreze criptograma. Aceasta conținea o declarație scrisă greșit de către criminal, care susținea că își adună sclavii pentru a-i folosi în viața de apoi. Textul nu dezvăluia identitatea făptașului, deoarece, conform acestuia, acest lucru ar fi împiedicat adunarea sclavilor.
"I like killing people because it is so much fun it is more fun than killing wild game in the forrest because man is the most dangeroue anamal of all to kill something gives me the most thrilling experence it is even better than getting your rocks off with a girl the best part of it is thae when I die I will be reborn in paradice and all the I have killed will become my slaves I will not give you my name because you will try to sloi down or atop my collectiog of slaves for my afterlife ebeorietemethhpiti" 

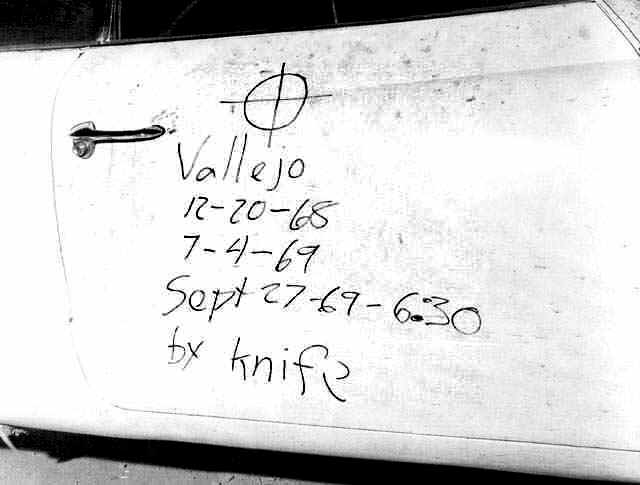
Portiera mașinii lui Bryan Hartnell

### Atacul asupra lui Hartnell și Shepherd
data de 27 septembrie 1969, Brian Hartnell și Cecilia Ann Shepherd se odihneau pe malul lacului Berryessa. Aceștia se aflau pe o insulă mică, conectată la uscat printr-un banc de nisip. În jurul orei 18:20, un individ cu un aspect straniu s-a apropiat de ei. Persoana respectivă purta o căciulă neagră care îi acoperea întreaga față, asemănătoare cu o glugă de călău. Găurile pentru ochi erau acoperite de ochelari de soare, iar pe pieptul individului era prins un obiect similar cu un șorț. Pe acest obiect se afla o imagine albă în formă de cerc încrucișat cu o mărime de aproximativ 8x8 centimetri. Persoana ținea în mână un pistol, descris de Hartnell ca fiind de calibrul 45. De asemenea, pe șoldul stâng al individului se afla un cuțit asemănător unei baionete, cu o lungime de cel puțin 30 de centimetri.
Individul le-a spus că este un deținut evadat și că are nevoie de bani și de o mașină pentru a ajunge în Mexic. El le-a dat lui Shepherd o frânghie tăiată în bucăți și i-a cerut să îl lege pe Hartnell, apoi a legat-o pe Shepherd, verificând apoi dacă Hartnell era bine legat și strângând nodurile. Hartnell a presupus că ei sunt victimele unui jaf și a întrebat dacă arma individului este încărcată. Acesta i-a arătat un încărcător plin de muniție reală și a menționat că intenționează să folosească cuțitul.
Individul și-a scos apoi cuțitul și i-a provocat răni atât lui Brian, cât și lui Cecilia. După aceea, criminalul i-a dus pe cei doi aproximativ 450 de metri până la mașina lui Hartnell, unde a folosit un pix negru pentru a desena un cerc încrucișat pe portiera mașinii, adăugând următoarea inscripție:
Vallejo
12-20-68
7-4-69
Sept 27-69-6:30
by knife
La ora 19:40, ucigașul a sunat la biroul șerifului din comitatul Napa pentru a raporta crima. Apelul a fost făcut de un telefon public de la o spălătorie auto situată la doar câteva străzi de biroul șerifului și la 43 km de locul crimei. Deși ofițerii de aplicare a legii au ridicat amprenta palmei încă umede a celui care a sunat, această probă nu a ajutat la identificarea suspectului. 
În timpul crimei, țipetele victimelor au fost auzite de un bărbat și de fiul său care pescuiau pe lac. Aceștia au localizat victimele și au raportat incidentul rangerilor locali. Adjuncții șerifului din comitatul Napa, Dave Collins și Ray Land, au fost primii reprezentanți ai forțelor de ordine care au ajuns la fața locului. Cecilia Shepherd, care a fost înjunghiată de 24 de ori, era conștientă și a oferit o descriere detaliată a agresorului. Shepherd și Hartnell au fost transportați cu ambulanța la un spital local. Pe drum, Shepherd a intrat în comă și a murit două zile mai târziu, fără a-și mai reveni la cunoștință. De investigație a fost însărcinat un angajat al biroului șerifului din comitatul Napa, pe nume Ken Narlow. Narlow, împreună cu alți ofițeri de poliție, a identificat caracteristicile atacurilor Zodiacului:
- victimele sunt, de obicei, adulți tineri aflați în cuplu;
- atacurile au loc în weekend-uri sau în timpul sărbătorilor;
- făptașul acționează în întuneric sau în orele de asfințit;
- motivul nu este jaful sau motivul sexual;
- sunt folosite diferite tipuri de arme;
- făptuitorul are tendința de a denunța infracțiunea prin scrisori sau telefoane;
- agresiunile au loc în așa-numitele „locuri de vizită”;
- victimele sunt în mașini sau în apropierea acestora;
- toate infracțiunile sunt comise în apropierea apei sau a obiectelor cu nume asociate cu apa, cum ar fi Lake Herman Road, Blue Rock Springs și Lake Berryessa.[8]

### Omorul lui Paul Stein
La 11 octombrie 1969, în jurul orei 21:40, un bărbat s-a urcat într-un taxi parcat la intersecția străzilor Mason și Geary din San Francisco. Pasagerul i-a spus șoferului, Paul Stein, să îl ducă la intersecția străzilor Washington și Maple. O însemnare în acest sens a fost făcută de Stein într-un carnet de călătorie, pe care șoferii de taxi erau obligați să îl completeze. În timp ce mașina se apropia de destinație, pasagerul s-a răzgândit brusc și a cerut să meargă puțin mai departe. Aici, pasagerul l-a ucis pe Stein cu un glonț în cap tras cu un pistol de 9 mm. Ucigașul a luat portofelul, cheile mașinii și a smuls o bucată din cămașa însângerată a victimei. Martori au fost trei adolescenți care se aflau la primul etaj al unei case de peste drum - la 15 metri de locul crimei. Aceștia au sunat la poliție în timp ce ucigașul se afla încă în mașină. Potrivit martorilor, ucigașul a șters amprentele pe care le lăsase în taxi înainte de a fugi.
Potrivit ofițerilor de poliție Don Fouquet și Eric Celmes, care au răspuns la apelul de omucidere, au observat un bărbat alb la două străzi distanță de locul crimei, la aproximativ 5-10 secunde după ce au auzit focurile de armă. Un avertisment al poliției a raportat că suspectul era de fapt afro-american, așa că ofițerii nu l-au considerat suspect și nu au încercat să-l prindă. În schimb, au întrebat bărbatul dacă a văzut un bărbat cu o armă fugind din zonă, iar acesta a indicat direcția în care presupusul făptaș ar fi fugit. Puțin mai târziu, Zodiacul ar fi sunat la secția de poliție, ironizând prostia polițiștilor de patrulare („stupid pigs”, adică „porci proști”) care, la întâlnirea cu el, nici măcar nu l-au bănuit că ar fi chiar criminalul. Confuzia cu descrierea bărbatului rămâne până în ziua de azi neexplicată (probabil că spusele adolescenților despre culoarea pielii erau legate de faptul că ucigașul purta o mască neagră). Căutările au continuat, dar nu a fost găsit niciun suspect. Un portret al ucigașului a fost realizat pe baza mărturiilor făcute de adolescenți martori. Investigarea crimei a fost încredințată detectivilor Bill Armstrong și Dave Toschi. Departamentul de Poliție din San Francisco a interogat aproximativ 2.500 de persoane presupuse a fi implicate în uciderea lui Paul Stein în anii următori.

### Scrisori scrise de Zodiac în anul 1969
"I hope you are having lots of fan in trying to catch me that wasnt me on the tv show which bringo up a point about me I am not afraid of the gas chamber becaase it will send me to paradlce all the sooher because e now have enough slaves to worv for me where every one else has nothing when they reach paradice so they are afraid of death I am not afraid because i vnow that my new life is life will be an easy one in paradice death" 

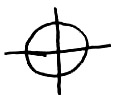
Simbolul folosit de Zodiac pentru a-și semna mesajele

În data de 14 octombrie a anului 1969, jurnalul The Chronicle a primit o nouă epistolă expediată de către Zodiac. În încercarea de a-și dovedi vina pentru uciderea lui Paul Stein, autorul scrisorii a inclus în plic o bucată din cămașa însângerată a șoferului de taxi. Într-un mesaj tulburător, Zodiacul a amenințat că pregătește un masacru de copii - se presupune că intenționa să tragă în roata din față a unui autobuz școlar și să „împuște copiii” în momentul în care aceștia vor încerca să fugă din fața pericolului. 
La 20 octombrie 1969, la ora 14:00, Departamentul de Poliție din Oakland a primit un apel anonim. Cel care a sunat s-a prezentat ca fiind Zodiacul și a cerut ca unul dintre avocații proeminenți - F. Lee Bailey sau Melvin Bellai - să apară la popularul talk-show matinal al lui Jim Dunbar. Deși Bailey nu a putut fi contactat, Bellai a fost localizat și a acceptat să apară la emisiune. În timpul difuzării, gazda show-ului a cerut telespectatorilor să nu ocupe linia de telefon. Cu toate acestea, apelurile continuau să sosească, unul dintre acestea fiind făcut de o persoană care s-a numit drept Zodiac și a dezvăluit că îi chiamă Sam. Bellai a fost de acord să se întâlnească cu „Sam” în afara studioului, dar acesta nu s-a prezentat la întâlnire. Ulterior, s-a aflat că persoana care a făcut apelul anonim și „Sam” erau, de fapt, entități diferite. Poliția a reușit să localizeze locația de unde s-au făcut apelurile, care s-a dovedit a fi un spital de psihiatrie, iar Sam era unul dintre pacienții instituției.
În data de 8 noiembrie 1969, The Chronicle a primit un plic marcat cu mențiunea „Urgent Message to the Editor”. În interiorul acestuia se găsea o carte poștală de la Zodiac, care conținea o criptogramă de 340 de caractere. Criptograma a fost dezlegată abia în anul 2020 de către David Oranchak, Sam Blake și Jarl Van Eyck. În mesajul criptat, autorul susține că apelul făcut la studio nu a fost realizat de către el, în rest conținutului este similar cu cel al scrisorilor anterioare.
În data de 9 noiembrie 1969, Zodiacul a expediat o scrisoare de 7 pagini către The Chronicle, în care a relatat că la trei minute după uciderea lui Stein, a fost oprit de doi ofițeri de poliție și a avut o scurtă conversație cu aceștia. Un fragment din această scrisoare, conform dorinței exprimate de Zodiac, a fost publicat în The Chronicle pe 12 noiembrie, iar în aceeași zi, Don Fouquet scris o notă explicativă care descria detaliat ceea ce se întâmplase în acea seară.  
În data de 20 decembrie 1969 - la exact un an după uciderea lui David Faraday și Betty Lou Jensen - Zodiacul i-a trimis o scrisoare avocatului Bellai, în care îi ura Crăciun fericit și îi cerea ajutorul. Plicul conținea un alt fragment din cămașa taximetristului ucis.  

### Răpirea lui Kathleen Jones
În seara zilei de 22 martie 1970, Kathleen Jones, o femeie de 23 de ani însărcinată în șapte luni și însoțită de fiica ei de 10 luni, conducea spre Petaluma, unde locuia mama ei. În timp ce se afla în apropierea orașului Modesto, o mașină a început să o urmărească și să îi facă semne sonore și luminoase. Jones a tras pe dreapta, iar șoferul mașinii care o urmărea a coborât și i-a spus că roata din dreapta spate a mașinii sale era slăbită și s-a oferit să o repare. După ce a terminat de strâns șuruburile, bărbatul s-a urcat în mașina sa și a plecat. Însă, la scurt timp după ce au pornit, roata s-a desprins. Bărbatul s-a întors și le-a oferit să le ducă la cea mai apropiată benzinărie pentru a primi ajutor. Jones a acceptat, iar bărbatul a condus mașina timp de aproximativ o oră și jumătate (conform altor rapoarte, aproximativ trei ore) în jurul orașului Tracy, trecând pe lângă mai multe benzinării. În timpul călătoriei, bărbatul a evitat să răspundă la întrebările lui Jones și a schimbat subiectul de fiecare dată. La un moment dat, bărbatul a oprit la o intersecție și i-a spus lui Jones că o va ucide și apoi va arunca copilul. În speranța de a-și proteja fiica, Jones a sărit din mașină împreună cu ea și s-a ascuns într-un câmp. Șoferul și-a închis portiera mașinii și a plecat. Jones a făcut autostopul până la secția de poliție din orașul Patterson.
În timp ce se afla la secția de poliție, Jones a remarcat un portret al criminalului căutat, care ucisese pe Paul Stein. Jones a recunoscut bărbatul și a raportat că acesta a fost răpitorul ei. Serios îngrijorat că Zodiacul ar putea să apară la secția de poliție și să se răzbune pe Jones, sergentul de serviciu i-a sugerat să se ascundă într-o cafenea locală. După scurt timp, mașina lui Jones a fost găsită eviscerată și incendiată. Se crede că autorul acestui act violent a fost chiar bărbatul care a răpit-o pe Jones. 
De-a lungul anilor, Jones a prezentat mai multe variante ale incidentului petrecut în acea noapte. Cu toate acestea, ea a afirmat în mod constant că bărbatul a amenințat-o cu moartea pe ea și pe fiica ei, dar cel puțin un raport al poliției nu conținea această informație. Jones a povestit lui Paul Avery de la The Chronicle că, după ce a sărit din mașină, răpitorul a încercat să o găsească în întuneric timp de o perioadă, folosind o lanternă pentru a lumina zona. Cu toate acestea, într-o declarație ulterioară, Jones a susținut că bărbatul nu a părăsit mașina.

### Scrisori scrise de Zodiac în anul 1970
Pe tot parcursul anului 1970, Zodiac a continuat să comunice cu autoritățile și cu mass-media prin scrisori și cărți poștale. Într-o scrisoare datată 20 aprilie 1970, el a declarat: „My name is_____” („Numele meu este _____”), urmat de o criptogramă de 13 caractere. În aceeași scrisoare, Zodiac a negat că ar fi fost implicat în explozia din 18 februarie 1970, de la o secție de poliție din San Francisco, în urma căreia a murit sergentul Brian McDonnell. Cu toate acestea, el a menționat că ar fi „mai onorat să ucida un polițist decât un copil, deoarece un polițist ar putea trage înapoi”. În scrisoare, Zodiac a inclus și o schiță a unui dispozitiv exploziv pe care intenționa să îl folosească pentru a arunca în aer un autobuz școlar. Sub schiță, criminalul a scris: „ = 10, SFPD = 0”. (SFPD - Departamentul de Poliție din San Francisco).
Pe 28 aprilie 1970, The Chronicle a primit o carte poștală pe care scria: „Sper să vă simțiți bine când va avea loc EXPLOZIA mea” („I hope you enjoy yourselves when I have my BLAST”. Mesajul era însoțit de simbolul pe care Zodiac îl folosea pentru a-și semna mesajele - un cerc încrucișat. Pe verso, felicitarea mai conținea un avertisment al criminalului că va detona un autobuz școlar, dacă ziarul nu va publica întregul mesaj. De asemenea, el a îndemnat oamenii să înceapă să poarte „insigne drăguțe ale Zodiacului”. A doua zi, pe 29 aprilie, The Chronicle a publicat întregul mesaj trimis de Zodiac.  
Într-o scrisoare trimisă la data de 26 iunie 1970, Zodiac a exprimat consternarea sa față de faptul că oamenii nu purtau insignele cu simbolul Zodiac. În plus, a dezvăluit că a folosit o armă de calibrul 38 pentru a-i împușca pe un bărbat care se afla într-o mașină parcată. Acest bărbat era cel mai probabil sergentul de poliție Richard Radetich, care a fost ucis în data de 19 iunie. Radetich se afla în mașina sa de patrulare și completa documente de transport în momentul în care a fost împușcat în cap cu un pistol de calibrul 38 (9 mm), la ora 05:25. Din păcate, acesta a murit la 15 ore după incident. Chiar dacă oficialii Departamentului de Poliție din San Francisco au negat că Zodiac ar fi fost implicat în uciderea sergentului Radetich, acesta rămâne un suspect principal în acest caz.  
În interiorul plicului, în afară de scrisoare, se mai afla și o hartă a zonei din jurul orașului San Francisco. Zodiac a desenat logo-ul său pe imaginea Muntelui Diablo, care era reprezentat printr-un cerc încrucișat. Pe marginea cercului, el a pus numerele în ordinea următoare: 0, 3, 6 și 9, astfel încât imaginea semăna cu cadranul unui ceas. În partea dreaptă a cifrei „0” era scrisă inscripția: „is to be set to Mag. N” ( „trebuie să fie setat la Mag. N” („îndreptat spre nord”)). Scrisoarea conținea, de asemenea, o criptogramă de 32 de caractere, despre care Zodiac a afirmat că conține locația unde a amplasat o bombă. Mesajul ucigașului se încheia cu următoarea afirmație: „ = 12, SFPD = 0.” În ciuda amenințării sale, bomba nu a fost găsită.  
La data de 24 iulie 1970, redacția ziarului The Chronicle a primit o nouă scrisoare de la Zodiac, în care acesta și-a asumat răspunderea pentru răpirea Kathleen Jones, care avusese loc cu patru luni în urmă. 
Într-o altă scrisoare trimisă la data de 26 iulie 1970, Zodiac a modificat o piesă vocală din opera comică „Mikado”. El a adăugat propriul text, în care vorbea despre o „mică listă” de torturi pregătite pentru „robiile” sale din „rai”. De această dată, Zodiac a reprezentat simbolul său, cercul tăiat cu o linie, mai mare decât de obicei și a indicat un nou „scor”: „= 13, SFPD = 0”.
La data de 5 octombrie 1970, redacția ziarului The Chronicle a primit o altă carte poștală de la Zodiac. Simbolul  era aplicat cu sânge. Mesajul era format din cuvinte și litere tăiate din numărul The Chronicle. Pe cartea poștală erau găuri, în număr de 13. Reprezentanții autorităților au informat publicul despre „o probabilitate ridicată” că această carte poștală a fost fabricată și trimisă de Zodiac.
La data de 27 octombrie 1970, jurnalistul Paul Avery, autorul articolelor despre Zodiac publicate în The Chronicle, a primit o felicitare cu ocazia Halloweenului. Aceasta a fost semnată cu litera „Z” și cu caracteristica emblematică a ucigașului, cercul tăiat în diagonală. Pe felicitare era scrisă manual fraza: „Cu-Cu! Ești condamnat” („Peek-a-boo, you are doomed”). Amenințarea a fost luată în serios, iar The Chronicle a publicat un articol despre acest incident în prima pagină. După un timp, Avery a primit o scrisoare anonimă, care sugera existența unor similitudini între acțiunile Zodiacului și cele descoperite în timpul investigației asupra crimei Cheri Jo Bates. La data de 16 noiembrie 1970, Avery a publicat informațiile primite.

### Asasinarea lui Cherie Jo Bates
În seara zilei de 30 octombrie 1966, Cherie Jo Bates, o studentă în vârstă de 18 ani, se afla în biblioteca colegiului său din Riverside. Ea a rămas acolo până la ora închiderii bibliotecii, adică până la ora 21:00. Dimineața, cadavrul ei a fost găsit într-un loc lăsat în paragină, între două clădiri nelocuite, care urmau să fie demolate. Fata fusese bătută crunt și înjunghiată mortal. Lângă locul unde a fost găsit cadavrul, s-a descoperit un ceas bărbătesc Timex, cu cureaua ruptă. Acele de pe ceas indicau ora 00:24, însă poliția crede că atacul a avut loc mult mai devreme. Martorii afirmă că au auzit un țipăt în jurul orei 21:30.
La data de 29 noiembrie 1966, Departamentul de Poliție din Riverside și redacția cotidianului local Riverside Press-Enterprise au primit scrisori dactilografiate intitulate  „The Confession” („Mărturisirea”). Autorul anonim al scrisorilor și-a asumat responsabilitatea pentru uciderea lui Cherie Jo Bates și a menționat unele detalii ale crimei care nu fuseseră făcute publice. El a sugerat că Bates „nu a fost prima și nu va fi ultima” („...is not the first and she will not be the last”).
În luna decembrie a acelui an, în biblioteca colegiului din Riverside, a fost descoperit un poem intitulat „Sick of living/unwilling to die”, scris pe suprafața unui birou. La sfârșitul textului se aflau simboluri, probabil inițialele autorului: „rh”. Ulterior, pe baza particularităților scrisului de mână și a trăsăturilor stilistice ale textului, s-a sugerat că autorul poemului ar fi fost Zodiac.La 30 aprilie 1967, la exact șase luni de la moartea lui Cherie Jo Bates, trei destinatari au primit scrisori aproape identice. Printre aceștia se numărau Joseph Bates, tatăl studentei ucise, Riverside Press-Enterprise și Departamentul de Poliție din Riverside. Scrisorile scrise de mână conțineau un mesaj care spunea că „Bates trebuia să moară și vor mai fi și altele”, fiind însoțite de un simbol similar cu litera Z. Scrisoarea trimisă tatălui victimei conținea cuvintele: „Trebuia să moară, vor mai fi și altele”. Nu existau simboluri care să poată fi interpretate ca semnături. 
La data de 13 martie 1971, aproape patru luni după ce Paul Avery a publicat pentru prima dată despre uciderea lui Cherie Jo Bates, o scrisoare din partea Zodiacului a ajuns la redacția Los Angeles Times. În mesajul său, autorul anonim a lăudat poliția pentru că a reușit să stabilească implicarea sa în crima de la Riverside și a notat: „they are only finding the easy ones, there are a hell of a lot more down there” („Ce găsesc ei sunt doar cazurile ușoare, sunt mult mai mulți”).
Deși Paul Avery și poliția din Riverside au susținut că Zodiacul nu ar fi fost implicat în crima lui Bates, există ipoteze conform cărora acesta și-ar fi asumat responsabilitatea pentru această crimă prin intermediul scrisorilor anonime, chiar dacă nu ar fi fost ucigașul real. Însă, acest lucru nu a fost niciodată dovedit, iar cazul Bates rămâne încă nerezolvat.

### Dispariția Donnei Lass

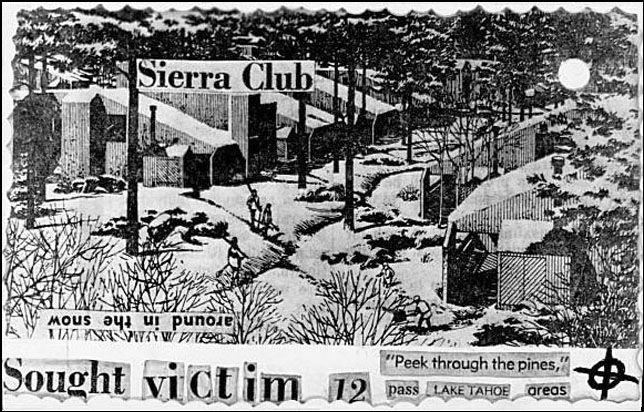
Cartea poștală Lake Tahoe adresată lui Paul Avery la 22 martie 1971

La data de 22 martie 1971, San Francisco Chronicle a primit o carte poștală adresată lui Paul Avery (numele de familie al jurnalistului era scris greșit: „Averly”). Se presupune că autorul mesajului era Zodiacul, care de această dată și-a asumat responsabilitatea pentru dispariția Donnei Lass, văzută ultima dată la 6 septembrie 1970. Cartea poștală era un colaj care conținea un fragment dintr-o imagine publicitară a condominiului Forest Pines ca fundal. Textul tipărit decupat din imagine conținea următoarele cuvinte: „Sierra Club”, „Căutarea victimei 12”, „trageți cu ochiul printre pini”, „treceți prin zonele lacului Tahoe” și „în jurul zăpezii”. În spațiul destinat adresei expeditorului era afișat simbolul Zodiacului - un cerc barat.
Donna Lass, în vârstă de 25 de ani, lucra ca asistentă medicală la un hotel numit Sierra Tahoe, situat în Stateline, Nevada. Pe data de 6 septembrie 1970, și-a terminat tura la ora 2 dimineața. În aceeași zi, angajatorul și proprietarul ei au primit un telefon de la un bărbat necunoscut care i-a informat că Donna a părăsit orașul din cauza unor afaceri urgente de familie. Locul unde se află Lass rămâne necunoscut, iar existența unui cadavru nu a fost confirmată.
În timpul investigațiilor, a fost găsită o pereche de ochelari de soare în apropierea unui loc posibil de înmormântare a corpului său. Cu toate acestea, nu există nicio dovadă directă care să îl implice pe Zodiac în dispariția Donnei Lass.

### Asasinarea lui Domingos și Edwards
La data de 4 iulie 1963, Robert Domingos și Linda Edwards, doi elevi de liceu care lipseau de la ore în acea zi, au fost împușcați și uciși pe o plajă de lângă Lompoc, California. Se crede că făptașul i-a legat pe victime, dar acestea au reușit să se elibereze. Ucigașul i-a împușcat cu un pistol de calibrul 22, rănindu-i în spate și în piept, pentru a-i împiedica să scape. Apoi, autorul a dus cadavrele într-o clădire mică, unde a încercat să le dea foc. La 13 noiembrie 1972, Vallejo Times-Herald a publicat un articol în care un fost membru al Biroului șerifului din comitatul Santa Barbara susținea că el crede că Zodiacul ar fi ucis tinerii. Cu toate acestea, acest lucru nu a fost niciodată dovedit și cazul rămâne încă nerezolvat.

### Ultimele scrisori ale lui Zodiac
După ce și-a revendicat responsabilitatea pentru uciderea Donnei Lass într-o carte poștală în martie 1971, Zodiacul a tăcut timp de aproape trei ani.
Pe data de 29 ianuarie 1974, redacția The Chronicle a primit o scrisoare în care Zodiacul vorbea pozitiv despre filmul The Devil's Exorcist, lansat în anul 1973. Criminalul a relatat că era „cea mai bună comedie satirică” pe care a văzut-o vreodată. Scrisoarea conținea un fragment din „The Mikado” și un simbol neobișnuit al Zodiacului, care rămâne nerezolvat. Mesajul se încheia cu următoarea frază: „Me = 37, SFPD = 0” („Eu = 37, Departamentul de Poliție din San Francisco = 0”).
Pe data de 14 februarie 1974, The Chronicle a primit o altă scrisoare anonimă, în care autorul îl informa pe editorul ziarului că abrevierea SLA (Symbionese Liberation Army) înseamnă „a ucide” în vechea limbă scandinavă. Cu toate acestea, s-a stabilit că scrisul de mână al autorului nu se potrivește cu cel al Zodiacului, ceea ce a dus la concluzia că această scrisoare nu a fost scrisă de Zodiac.
Următoarea scrisoare de la Zodiac a ajuns la The Chronicle pe data de 8 mai 1974. În această scrisoare, asasinul a dezaprobat proiecția filmului „The Wasted Lands” și a cerut redacției să nu mai facă publicitate acestui film în paginile ziarului. În opinia autorului scrisorii, semnată „The Citizen”, filmul în cauză era „o glorificare a crimei”.
Pe data de 8 iulie 1974, The Chronicle a primit o scrisoare anonimă semnată „the Red Phantom (red with rage)” „Fantoma Roșie (roșie de furie)”, în care se plângea de un jurnalist numit Marco Spinelli. Nu există un consens cu privire la faptul că Zodiacul ar fi autorul acestei scrisori.
În data de 3 martie 2007, în arhivele The Chronicle a fost găsită o felicitare de Crăciun cu o ștampilă poștală care indica faptul că a fost trimisă de Yurika în 1990. Împreună cu felicitarea, plicul conținea o fotocopie a două chei de la căsuțele poștale americane. Plicul nu conținea nicio adresă de retur și nu exista niciun cerc barat sau orice alt scris sau simbol scris de mână. Scrisul de mână al expeditorului semăna cu cel al Zodiacului. Plicul și conținutul său au fost trimise la departamentul de poliție din Vallejo pentru o examinare suplimentară. Cu toate acestea, o examinare grafologică oficială efectuată de Lloyd Cunningham a concluzionat că Zodiacul nu era autorul scrisorii. 

## Persoane suspecte

### Arthur Leigh Allen
Arthur Leigh Allen a fost un suspect în cazul crimelor Zodiacului care a fost supus unei percheziții a poliției în baza unui mandat oficial. Cu toate acestea, nicio acuzație legată de crimele Zodiacului nu a fost adusă împotriva lui Allen, iar amprentele sale digitale nu s-au potrivit cu cele ale ucigașului șoferului de taxi Paul Stein.
În 1991, la 22 de ani de la tentativa de asasinat din parcare, un martor care a supraviețuit, Michael Mageau, l-a identificat pe Allen după o fotografie de pe unul dintre mai multe permise de conducere din 1968. În 1992, Allen, care suferea de diabet, a murit de insuficiență renală acută.
În anul 2002, probele de ADN prelevate din reziduurile de salivă ale Zodiacului de pe timbre poștale și plicuri au fost comparate cu ADN-ul lui Arthur Allen și al unui fost prieten apropiat al lui Allen, pe nume Don Cheney, care a revendicat pentru prima dată identitatea lui Allen și a Zodiacului. În urma testelor ADN, Allen și Cheney au fost excluși ca suspecți, deși nu se poate spune cu certitudine că ADN-ul de pe plicuri este cel al Zodiacului.
Arthur Leigh Allen s-a născut în Honolulu, Hawaii, în familia lui Ethan și Bernice Allen, având un frate mai mic numit Ronald. Tatăl lui Allen a fost locotenent în Marină și a fost martor la atacul de la Pearl Harbor. În 1943, familia lui Allen s-a mutat în Vallejo și au locuit în apropierea bazei navale unde tatăl său a servit.
Allen a absolvit liceul în Vallejo, specializându-se în artă și literatură. Între 1957 și 1958, a servit în Marina Statelor Unite, dar a fost lăsat în rezervă pentru încălcări administrative grave. La începutul anului 1958, s-a înscris la Universitatea Politehnică de Stat din California și a obținut o diplomă de profesor. După absolvirea facultății, Allen a lucrat ca profesor de matematică în diverse școli din California, dar a avut probleme în a-și menține postul din cauza comportamentului său ciudat și a problemelor de sănătate. În timpul anchetei privind cazul Zodiacului, au apărut informații care sugerau că Allen avea legături cu un grup de tineri care practicau ocultismul și că ar fi avut un interes deosebit pentru arme și crime violente.

### Alți suspecți
În 2007, un bărbat pe nume Dennis Kaufman a afirmat că tatăl său vitreg, Jack Terrence, ar fi fost Zodiac. Kaufman a predat FBI-ului mai multe obiecte, inclusiv o glugă similară cu cea purtată de Zodiac. Potrivit unor surse de presă, analiza FBI a ADN-ului colectat de pe aceste obiecte în 2010 a fost considerată neconcludentă.
În 2009, fostul avocat Robert Tarbox a declarat că la începutul anilor 1970 un anumit marinar a intrat în biroul său și i-a mărturisit că este Zodiac. Marinarul i-a descris avocatului crimele sale pe scurt, dar suficient de convingător și a declarat că încerca să se oprească din dorința sa de a ucide, după aceia Tarbox nu l-a mai văzut niciodată. Tarbox a dat un anunț de o pagină întreagă la Vallejo Times-Herald, care, potrivit lui, ar fi restabilit bunul nume al lui Arthur Lee Allen, din singurul motiv de a dezvălui povestea la treizeci de ani după ce se întâmplase. Robert Graysmith, autorul mai multor cărți despre Zodiac, a declarat că povestea lui Tarbox era „destul de plauzibilă”.
În 2009, un episod al serialului de televiziune History Channel MysteryQuest a sugerat că Zodiacul a fost editorul de ziar Richard Gaikovsky. La momentul crimelor, Gaikovsky lucra în San Francisco pentru ziarul Good Times. Infățișarea sa semăna cu un portret-robot al înfățișării Zodiacului, iar Nancy Slover, dispecerul poliției din Vallejo contactat de Zodiac la scurt timp după atacul din Blue Rock Springs, a identificat vocea înregistrată a lui Gajkowski ca aparținând Zodiacului.
În februarie 2014, s-a raportat că un bărbat pe nume Louis Joseph Myers i-a mărturisit unui prieten, în 2001, că el este Zodiacul, după ce a aflat că urma să moară de ciroză hepatică. El a cerut ca prietenul său, Randy Kenny, să contacteze poliția după moartea sa. Se presupune că există unele legături între Myers și Zodiac. Myers a frecventat aceleași școli ca și victimele David Farraday și Betty Lou Jensen. Myers ar fi lucrat la același restaurant ca și victima Darlene Ferrin. De asemenea, Myers a avut accesul la aceleași cizme militare, a cărei amprentă a fost găsită la locul crimei de la Berjes Lake. În plus, Myers a fost în străinătate cu armata între 1971 și 1973, când nu s-au primit scrisori de la Zodiac. Kenny spune că Myers a recunoscut că urmărea cuplurile pentru că trecea printr-o despărțire dificilă de o prietenă. Cu toate acestea, ofițerii asociați cu cazul sunt sceptici cu privire la această mărturisire și consideră că nu există suficiente dovezi pentru a-l implica pe Myers în cazul Zodiacul.  
Robert Ivan Nichols, alias Joseph Newton Chandler III, a fost un fost necunoscut care s-a sinucis în Eastlake, Ohio, în iulie 2002. După moartea sa, anchetatorii nu au reușit să dea de urma familiei sale și au descoperit că acesta a furat identitatea unui copil de opt ani, un băiat care a murit într-un accident de mașină în Texas în 1945. Autoritățile au crezut inițial că ar fi fost un dezertor, dar nu au putut găsi nicio legătură clară între identitatea sa falsă și motivele pentru care ar fi fugit. În 2018, proiectul non-profit „DNA Doe Project” a identificat ADN-ul lui Chandler ca fiind al lui Robert Ivan Nichols, un bărbat care dispăruse în 1965. Există mai multe teorii cu privire la motivul pentru care ar fi fugit, dar niciuna dintre ele nu a fost confirmată. În trecut, au existat speculații că ar fi putut fi Zodiac sau un soldat german sau un oficial nazist din al Doilea Război Mondial care a fugit în Statele Unite. Cu toate acestea, nu există dovezi clare care să susțină aceste teorii și identitatea adevărată a ucigașului Zodiac rămâne încă un mister.
Theodore Kaczynski, mai bine cunoscut sub numele de Unabomber, a fost de asemenea văzut ca fiind Zodiacul.
Monstrul florentin a fost, de asemenea, suspectat că ar fi aceeași persoană.
Un grup entuziast de investigatori, The Case Breakers, format din peste 40 de persoane, a anunțat că ucigașul a fost Gary Francis Post, un pictor din California care a murit în 2018. Dovezile sunt toate indirecte: o cicatrice pe frunte amintită de supraviețuitori, cizme de armată (urme de pași), un ceas lăsat la una dintre scenele crimei stropit cu vopsea - aceeași pe care Post, pe atunci zugrav de case cu jumătate de normă, o cumpărase cândva. De asemenea, echipa a comparat fotografii ale suspectului cu portrete-robot ale criminalului, a găsit corespondențe în transcrierile scrisorilor Zodiacului și a legat numele lui Post de o crimă din orașul Riverside care a avut loc în 1966. De asemenea, se știa că Post era prin preajmă când a avut loc cea de-a șasea crimă.

## Stadiul actual al investigației

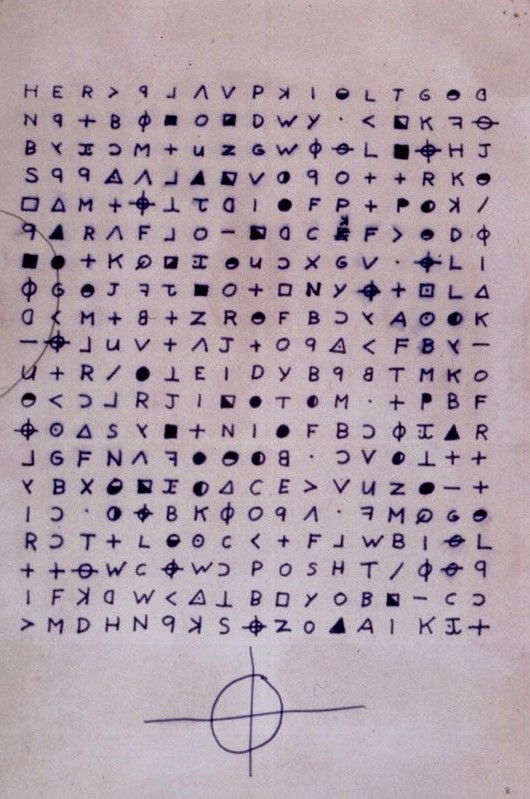
Scrisoarea Zodiacului Z340, descifrată în 2020.

În aprilie 2004, Departamentul de Poliție din San Francisco a reclasificat cazul Zodiac ca fiind „inactiv”, invocând presiunea comunității și nevoia de resurse, ceea ce a închis efectiv cazul. Cu toate acestea, în martie 2007, cazul a fost redeschis și anchetatorii încă lucrează la rezolvarea acestuia.
În prezent, cazul Zodiac este deschis în comitatele Napa și Riverside, iar autoritățile continuă să primească informații noi și să investigheze posibile piste. 
În mai 2018, Departamentul de Poliție din Vallejo și-a anunțat intenția de a obține ADN-ul Zodiacului de pe spatele timbrelor pe care acesta le-a folosit în timpul corespondenței sale. Se așteaptă ca analiza, efectuată de un laborator privat, să utilizeze tehnici de ultimă generație capabile să separe ADN-ul din cleiul prezent pe spatele timbrelor. Se speră ca Zodiacul să poată fi prins într-un mod similar ucigașului din Golden State. În iunie 2019, s-a raportat că „rezultatele sunt așteptate în curând”.
Pe 5 decembrie 2020, scrisoarea Z340 a fost descifrată de trei pasionați de criptografie din SUA, Australia și Belgia - David Oranchak, Sam Blake și Jarl van Eijke. Aceștia au folosit un program de decriptare numit AZDecrypt pentru a descifra mesajul, care a fost creat de van Eijke. FBI a confirmat oficial autenticitatea textului decriptat.
„Sper că nu vă plictisiți în timp ce încercați să mă prindeți. Nu eram eu în emisiunea televizată [...] Nu mi-e frică de camera de gaze, pentru că mă va trimite în curând în paradis, deoarece am destui sclavi care să lucreze pentru mine”, scria scrisoarea pe care criminalul a trimis-o ziarului San Francisco Chronicle pe 8 noiembrie 1969.
Cuvântul „paradis” este scris greșit de mai multe ori: „paradice”.
Emisiunea TV menționată în cod este emisiunea „AM San Francisco” a lui Jim Dunbar, unde în octombrie 1969 avocatul Melvin Belli a fost invitat în studio. În acel moment, o persoană care își spunea „Zodiacul” a sunat la emisiunea în direct și a spus „Nu vreau să merg în camera de gazare”.
Pe data de 4 octombrie 2021, The Case Breakers, o echipă alcătuită din peste 40 de foști investigatori din cadrul forțelor de ordine, jurnaliști și ofițeri ai serviciilor secrete militare americane, a făcut publice noi detalii în cazul Zodiacului. Aceștia au dezvăluit că se presupune că ucigașul ar fi acționat pe un teritoriu mult mai extins decât se credea anterior. Conform declarațiilor făcute, se pare că au identificat persoana responsabilă pentru crimele Zodiacului ca fiind Gary Francis Post, care a decedat în 2018.
De-a lungul anilor, echipa a descoperit noi dovezi și imagini din laboratorul foto al suspectului. Una dintre acestea a prezentat cicatrici pe fruntele presupusului ucigaș. Această trăsătură distinctivă corespunde cu descrierea din cartea de referință a criminalului. Cu toate acestea, poliția și FBI nu au confirmat versiunea prezentată de anchetatori, spunând că investigația este încă deschisă și că nu există suficiente dovezi pentru a confirma identitatea ucigașului.